# Fomitopsis iberica
Fomitopsis iberica är en svampart som beskrevs av Melo & Ryvarden 1989. Fomitopsis iberica ingår i släktet Fomitopsis och familjen Fomitopsidaceae.   Inga underarter finns listade i Catalogue of Life.